# Ghost Story
Ghost Story is het tweede studioalbum dat verscheen onder de artiestennaam Phideaux, een muziekgroep onder leiding van Phideaux Xavier.
Ghost Story zou origineel het eerder muziekalbum van de band zijn, maar de opnamen waren dermate slecht dat ze in de koelkast verdwenen en uiteindelijk geheel uit het zicht zijn geraakt. Het album is opgenomen in New York en San Francisco; de muziek is een soort kamermuziekvariant in de progressieve rock. Het album is opgedragen aan de zuster van Phideaux.

## Musici
- Rich Hutchins – slagwerk, percussie
- Gabriel Moffat – van alles en nog wat; ook de mix
- Phideaux – zang, gitaar, basgitaar
- Markus Sherkus – toetsinstrumenten
- Sam Fenster - basgitaar
- Naomi Unan – gelach op Ghostforest

## Tracks
Allen van Phideaux:

| Nr. | Titel                      | Duur |
| --- | -------------------------- | ---- |
| 1.  | Everynight                 | 5:14 |
| 2.  | Feel the radiation         | 4:02 |
| 3.  | A curse of miracles        | 6:25 |
| 4.  | Kiteman                    | 4:30 |
| 5.  | Wily Creilly               | 5:24 |
| 6.  | Beyond the shadow of doubt | 7:45 |
| 7.  | Ghostforest                | 5:45 |
| 8.  | Universally                | 5:45 |
| 9.  | Come out tonight           | 5:52 |

## Bron
- de compact disc